# Tugumir
Tugumir (prima del 929 – 25 maggio dopo il 940) fu un principe (Knjaz) degli Evelli con sede nel Brandeburgo.

## Biografia
Tugumir era un figlio del principe degli Evelli nel Brandeburgo. Il suo nome non è stato tramandato, forse era quel Basqlābiǧ citato dallo studioso arabo al-Masʿūdī. Drahomíra di Stodor, la madre di Venceslao di Boemia, era probabilmente sua sorella o zia.
Vitichindo di Corvey riferisce di Tugumir intorno all'anno 967 nella sua Res Gestae Saxonicae, nel momento in cui fu catturato da Enrico I e portato in cattività in Sassonia. Si presume generalmente che Tugumir cadde in custodia sassone nel 929, quando Enrico I prese il Brandeburgo, forse come ostaggio nobile. La donna slava, di cui non si conosce il nome, che ebbe una relazione illegittima con l'erede al trono e poi imperatore Ottone I, avrebbe potuto essere la sorella di Tugumir. Da questa relazione nacque il futuro arcivescovo Guglielmo di Magonza. Si ritiene che Tugumir e sua sorella si siano convertiti al cristianesimo solo durante la loro prigionia. D'altra parte, Herbert Ludat all'inizio degli anni '70 riteneva ancora che vi fosse una dinastia cristiana al potere nella tribù degli Evelli.
Intorno all'anno 940, Tugumir, in accordo con il re Ottone I, tornò nel Brandeburgo facendo credere di essere scappato dalla cattività, ove suo nipote vi governava in modo indipendente dalla sovranità sassone. Tugumir si insediò come legittimo sovrano, catturò suo nipote e lo uccise. Poi riconobbe la sovranità di Ottone I, e gli consegnò il castello e il territorio del Brandeburgo. Secondo Vitichindo, che definisce le azioni di Tugumir come un tradimento al suo popolo, Tugumir aveva ricevuto da Ottone I una grossa somma di denaro e promesse ancora maggiori, probabilmente concessioni politiche. A causa della sottomissione di Tugumir, sembra che tutte le altre tribù slave «fino al fiume Oder» si sottomisero al re in modo simile e a qual momento in poi pagarono un tributo. L'ulteriore destino di Tugumir può essere solo dedotto, in assenza di ulteriori notizie e sembra che successivamente abbia governato sul territorio degli Evelli fino alla sua morte.
L'anno della morte di Tugumir è sconosciuto. Non è più menzionato nella carta di fondazione della diocesi di Brandeburgo, che risale presumibilmente al 948. Nel necrologio del convento di suore Möllenbeck vicino all'abbazia di Corvey, la sua data di morte risulta essere il 25 maggio. La voce potrebbe essere dovuta al fatto che sua sorella viveva lì come suora dopo la separazione da Ottone I.
Non sono noti eventuali discendenti.
Tugumir fu il primo principe slavo dell'Elba ad essere menzionato nuovamente per nome nelle fonti del regno dei Franchi Orientali dall'anno 862. La ricerca odierna presume che il suo rilascio fosse in connessione con gli interessi di Ottone I per il suo nuovo centro di potere a Magdeburgo e che la nomina di un principe cristiano abbia avuto un effetto politicamente stabilizzante sulla cristianizzazione dall'alto delle regioni dell'Elba orientale. Già sotto i Carolingi, la nomina mirata e il sostegno di principi benevoli erano serviti come mezzo di controllo dei domini nei territori slavi dell'Elba, perché mancavano le truppe e i mezzi finanziari per il governo diretto. Al contrario, l'installazione di Tugumir non era collegata all'omicidio di trenta principi slavi dell'Elba da parte del margravio Gero, di cui Vitichindo di Corvey riferì immediatamente prima dell'episodio di Tugumir, in quanto il massacro dei principi slavi avvenne circa tre anni prima.

## Nella cultura di massa
Tugomir è il nome di uno dei personaggi principali del romanzo storico Das Haupt der Welt di Rebecca Gablé.